# Akustická izolace

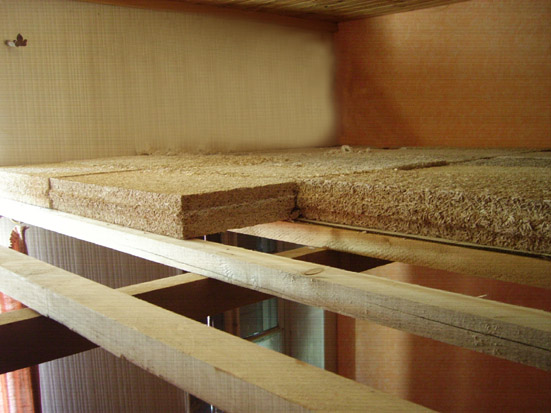
Ve stavebnictví se pro zamezení šíření hluku i tepla používají pórovité materiály: na obrázku konopné izolační desky

Akustická či zvuková izolace se snaží snížit intenzitu určitého nežadoucího zvuku. Existuje několik přístupů k omezování zvuku: vzdálení přijímače od zdroje hluku, použití protihlukových bariér pro absorpci zvukových vln, používání speciálních pórovitých materiálů (plst, koberec, vakuové vrstvy apod.) či používání aktivní regulace hluku.
Ochrana před hlukem je v Česku stanovena zákony.

## Budovy
Při výstavbě budov se kvůli omezování hluku řeší vzduchová a kročejová neprůzvučnost konstrukce, prostorová akustika (doba dozvuku) či strukturální hluk a vibrace. Vzduchová neprůzvučnost řeší rozdíl hladin hluku naměřených v sousedních místnostech. Lze ji ovlivnit zvětšením vzduchové mezery ve stropu či stěnách či přidáním materiálů akustické izolace.
V Česku existují základní limity pro venkovní a vnitřní hluk. Venkovní hluk před fasádou budovy smí dosahovat až 50 decibelů přes den a 40 dB v noci. Vnitřní hluk smí dosahovat až 40 dB přes den a 30 dB v noci.

## Ochrana před hlukem v pracovním prostředí
- odstranění zdrojů hluku nebo podstatné snížení vyvolávaného hluku
- náhrada hlučného zařízení méně hlučným (inovace)
- uzavření zdroje hluku vhodným krytem
- oddělení exponovaného pracovníka od zdroje hluku
- používání vhodných osobních ochranných pomůcek
- zkrácení doby pobytu v hlučném prostředí